# Sadies castanea
Sadies castanea är en spindelart som beskrevs av Ledoux 2007. Sadies castanea ingår i släktet Sadies och familjen hoppspindlar. Inga underarter finns listade i Catalogue of Life.